# Vilaür
Vilaür és un municipi de la comarca de l'Alt Empordà. El terme municipal de Vilaür, d'una extensió de 5,49 km², és a la dreta del Fluvià. Hi ha un sector pla vora el riu i la resta és aturonada per les serres que marquen la fi de la plana fluvial de l'Alt Empordà (140 m d'altitud màxima a llevant). El 2005 tenia 115 habitants empadronats. És agrupat entorn de l'església parroquial i conserva restes del recinte murat medieval. Forma un petit conjunt monumental, fora del qual hi ha diverses masies. L'economia principal és l'agricultura, la ramaderia i la indústria fustera. Vilaür és un topònim que hom considera format pel mot vila i un nom personal germànic. El poble celebra la festa major pel juliol, el dia de Sant Jaume.

## Geografia
- Llista de topònims de Vilaür (Orografia: muntanyes, serres, collades, indrets..; hidrografia: rius, fonts...; edificis: cases, masies, esglésies, etc).

A ponent el municipi confronta amb el de Bàscara i al sud-oest amb el de Saus, Camallera i Llampaies, municipi que envolta el de Vilaür per tota la part meridional fins més amunt de les Preses d'Escalars, a llevant. Al nord-est limita amb Sant Mori i al nord amb Garrigàs. El poble de Vilaür, a uns 300 m del Fluvià, és en una cruïlla de carreteres locals. Hi conflueixen la de Garrigàs a Camallera i la de Bàscara a l'Armentera. La carretera que enllaça l'Escala amb la N-II cap a la Jonquera coincideix parcialment amb el límit meridional del municipi, i passa vora el raval de Camallera, encara dins el terme de Vilaür però a tocar del poble de Camallera, cap de municipi de Saus.

## Centre històric
El centre històric de Vilaür és una obra inclosa en l'Inventari del Patrimoni Arquitectònic de Catalunya. Està situat a l'extrem de llevant del nucli urbà de la vila, formant un petit nucli compacte disposat al voltant de l'església de Sant Esteve, el qual estava emmurallat. Part d'aquestes fortificacions encara es conserven dempeus, sobretot a la banda de llevant i tramuntana del conjunt. Actualment, el nucli està delimitat pels carrers de la Font, Tramuntana, de la Rectoria i la carretera a Garrigàs, i disposat en un terreny en pendent. L'urbanisme està configurat per carrers i carrerons estrets i costeruts, de traçat sinuós, que desemboquen a la plaça Major, la qual conserva un dels portals d'accés al recinte emmurallat medieval que donava sortida al nucli.
Actualment, aquestes vies han estat arranjades per adequar-les a les necessitats actuals. En general, les cases que conformen el centre són de planta rectangular, amb les cobertes disposades a diverses vessants i distribuïdes en planta baixa, pis i golfes, o bé dues plantes. Les obertures són rectangulars, amb els emmarcaments bastits amb carreus desbastats i llindes planes, moltes gravades amb inscripcions i dates. Altres finestres són fetes de maó i els portals són allindanats o bé d'arc rebaixat. Les construccions són bastides en pedra desbastada i sense treballar,lligada amb morter i amb carreus a les cantonades.
Fora l'antic recinte fortificat hi ha el raval de la Font, al SW, i uns 100 m a llevant el barri del Puig, de masies grans, dominat per la gran casa pairal de Can Puig, masia senyorial del segle xviii de tres plantes i coberta de doble vessant. Sobre el portal de la façana, de mig punt i amb gran dovellatge, hi ha l'emblema del llinatge Puig, datat el 1786. Can Pou és una altra gran masia del segle xvi o del començament del xvii, al SE del poble.

## Altres indrets del terme
La població disseminada és escassa i majoritàriament es concentra al veïnat de la Masia Blanca, al N, prop del riu. El poble de Camallera, del municipi veí, és a tocar del límit meridional de Vilaür, fins al punt que un raval amb 25 h el 2005, té una part de les cases dins el municipi de Vilaür. A la banda nord d'aquest poble hi ha les ruïnes d'un antic pou de glaç.
El 1973, en eixamplar la carretera de l'Escala, a l'extrem meridional del terme de Vilaür, aparegué un enterrament neolític que contenia, a més de restes humanes, estris de sílex, una destraleta votiva i ceràmica feta a mà. També al sector meridional del terme hom ha trobat fragments de ceràmica d'època hel·lenística i romana.

## Història
Encara que havia estat fins finals del segle xvii sota la baronia de Sant Mori, la seva primera documentació és del segle xi, quan pertanyia al monestir de Sant Esteve de Banyoles. Pels diversos jaciments arqueològics del terme, es demostra que la zona ja estava habitada en temps prehistòrics, preromans i romans. La primera documentació coneguda correspon a una butlla papal de Bernat VIII l'any 1017, on se cita una possessió del monestir de Sant Esteve de Banyoles en el terme de villa dur.
Posteriorment el nucli antic de Vilaür estava circuït en època medieval per una muralla bastida vers els segles XIII-XIV. Hom pot dir que el nucli es va mantenir dins el recinte fortificat fins als segles XVI-XVII, en què es va iniciar el procés d'expansió cap a la banda de ponent, ja que les grans masies de llevant limitaven el creixement cap a aquella banda. Una vegada perduda la funció defensiva, els murs van ser aprofitats, integrant-los als habitatges de Vilaür. A més de la muralla altres elements destacats del nucli històric són l'església de Sant Esteve, la rectoria, les antigues escoles, així com Cal Metge i altres edificis integrats a la muralla.
Vilaür era del Comtat d'Empúries a l'edat mitjana, i el 1698 pertanyia a la baronia de Sant Mori. La seva parròquia pertanyia a l'Ardiaconat de l'Empordà.

## Demografia
| Entitat de població | Habitants (2023) |
| Vilaür              | 145              |
| Pedró, el           | 22               |
| Font: Idescat       |                  |

| 1497 f | 1515 f | 1553 f | 1717 | 1787 | 1857 | 1877 | 1887 | 1900 | 1910 |
| ------ | ------ | ------ | ---- | ---- | ---- | ---- | ---- | ---- | ---- |
| 17     | -      | 20     | 144  | 242  | 382  | 268  | 265  | 231  | 227  |

| 1920 | 1930 | 1940 | 1950 | 1960 | 1970 | 1981 | 1990 | 1992 | 1994 |
| ---- | ---- | ---- | ---- | ---- | ---- | ---- | ---- | ---- | ---- |
| 217  | 182  | 181  | 184  | 156  | 158  | 121  | 103  | 101  | 101  |

| 1996 | 1998 | 2000 | 2002 | 2004 | 2006 | 2008 | 2010 | 2012 | 2014 |
| ---- | ---- | ---- | ---- | ---- | ---- | ---- | ---- | ---- | ---- |
| 117  | 115  | 125  | 123  | 136  | 139  | 142  | 146  | 142  | 153  |

| 2016 | 2018 | 2020 | 2022 | 2024 | 2026 | 2028 | 2030 | 2032 | 2034 |
| ---- | ---- | ---- | ---- | ---- | ---- | ---- | ---- | ---- | ---- |
| 156  | 147  | 158  | 162  | 170  | -    | -    | -    | -    | -    |

## Indrets d'interès
- Església parroquial de Sant Esteve. Romànica del segle xiii amb elements del segle xvi.
- Can Puig. Masia de l'any 1786
- Can Pou. Masia del segle XVI-XVII.

## Festes
Tot i el nombre d'habitants de Vilaür, hi ha moltes iniciatives culturals. En destaquen la Festa Major (pels volts de Sant Jaume) i el Sopar Popular, que se celebra l'últim dissabte d'agost.